# Mairé-Levescault
Ne doit pas être confondu avec Mairé.
Mairé-Levescault est une commune française située dans le département des Deux-Sèvres, en région Nouvelle-Aquitaine.

## Géographie
La commune se trouve à 2,5 km de Sauzé-Vaussais.

### Communes limitrophes
| Clussais-la-Pommeraie | Caunay           | Pliboux        |
| La Chapelle-Pouilloux | Mairé-Levescault |                |
|                       | Lorigné          | Sauzé-Vaussais |

### Climat
Pour des articles plus généraux, voir Climat de la Nouvelle-Aquitaine et Climat des Deux-Sèvres.
Historiquement, la commune est exposée à un climat océanique du nord-ouest.  
En 2020, Météo-France publie une typologie des climats de la France métropolitaine dans laquelle la commune est exposée à un climat océanique altéré et est dans la région climatique  Poitou-Charentes, caractérisée par un bon ensoleillement, particulièrement en été et des vents modérés.
Pour la période 1971-2000, la température annuelle moyenne est de 11,9 °C, avec une amplitude thermique annuelle de 14,9 °C. Le cumul annuel moyen de précipitations est de 875 mm, avec 11,5 jours de précipitations en janvier et 7,1 jours en juillet. Pour la période 1991-2020, la température moyenne annuelle observée sur la station météorologique la plus proche, située sur la commune de Valdelaume à 12 km à vol d'oiseau, est de 12,8 °C et le cumul annuel moyen de précipitations est de 854,2 mm,. Pour l'avenir, les paramètres climatiques de la commune estimés pour 2050 selon différents scénarios d’émission de gaz à effet de serre sont consultables sur un site dédié publié par Météo-France en novembre 2022.

## Urbanisme

### Typologie
Au 1er janvier 2024, Mairé-Levescault est catégorisée commune rurale à habitat dispersé, selon la nouvelle grille communale de densité à sept niveaux définie par l'Insee en 2022.
Elle est située hors unité urbaine et hors attraction des villes,.

### Occupation des sols
L'occupation des sols de la commune, telle qu'elle ressort de la base de données européenne d’occupation biophysique des sols Corine Land Cover (CLC), est marquée par l'importance des territoires agricoles (80,6 % en 2018), en diminution par rapport à 1990 (84,7 %). La répartition détaillée en 2018 est la suivante : 
terres arables (64,6 %), forêts (13,6 %), zones agricoles hétérogènes (10,4 %), zones urbanisées (5,7 %), prairies (5,6 %). L'évolution de l’occupation des sols de la commune et de ses infrastructures peut être observée sur les différentes représentations cartographiques du territoire : la carte de Cassini (XVIIIe siècle), la carte d'état-major (1820-1866) et les cartes ou photos aériennes de l'IGN pour la période actuelle (1950 à aujourd'hui).

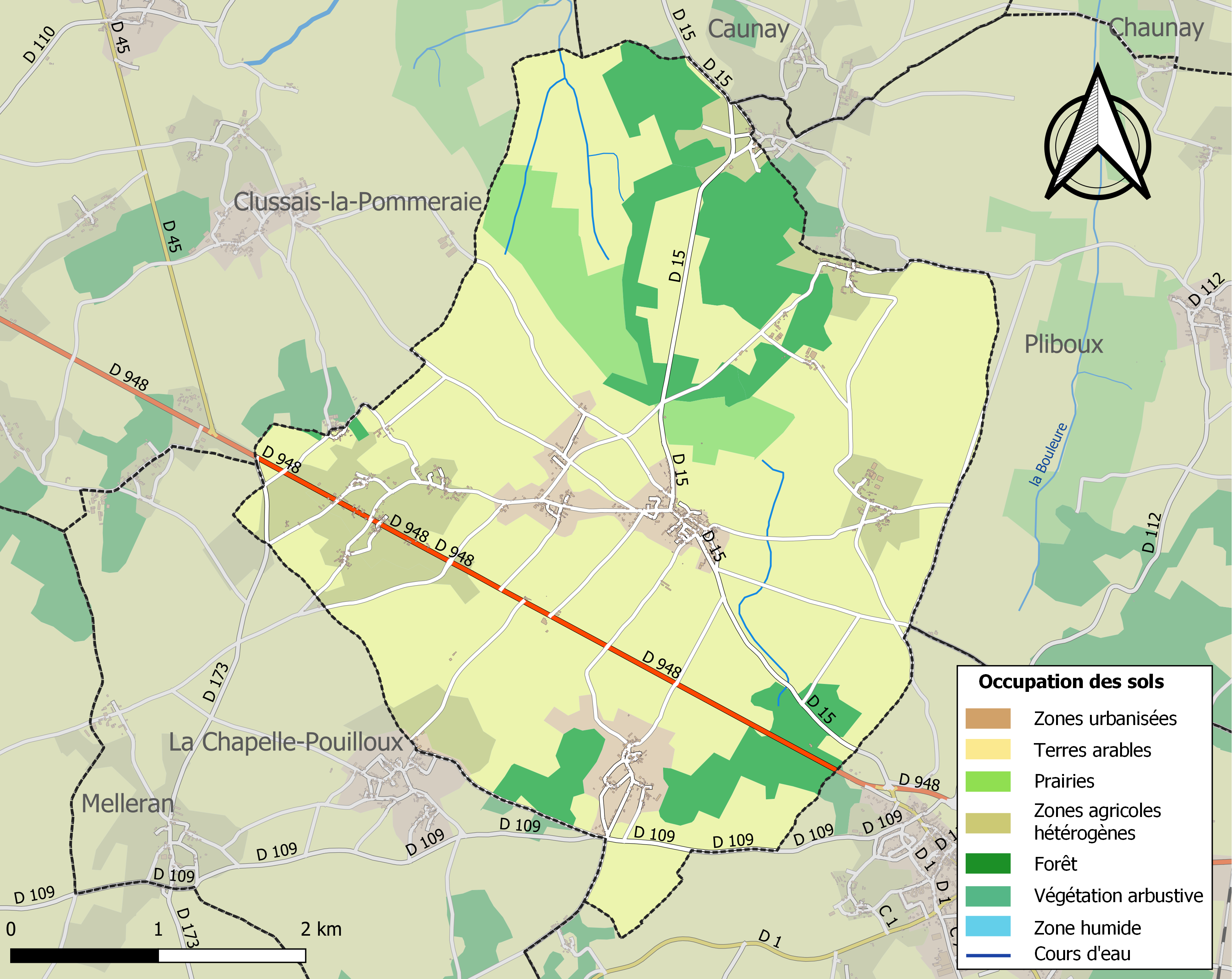
Carte des infrastructures et de l'occupation des sols de la commune en 2018 (CLC).

### Risques majeurs
Le territoire de la commune de Mairé-Levescault est vulnérable à différents aléas naturels : météorologiques (tempête, orage, neige, grand froid, canicule ou sécheresse), mouvements de terrains et séisme (sismicité modérée). Il est également exposé à un risque technologique,  le transport de matières dangereuses. Un site publié par le BRGM permet d'évaluer simplement et rapidement les risques d'un bien localisé soit par son adresse soit par le numéro de sa parcelle.

#### Risques naturels

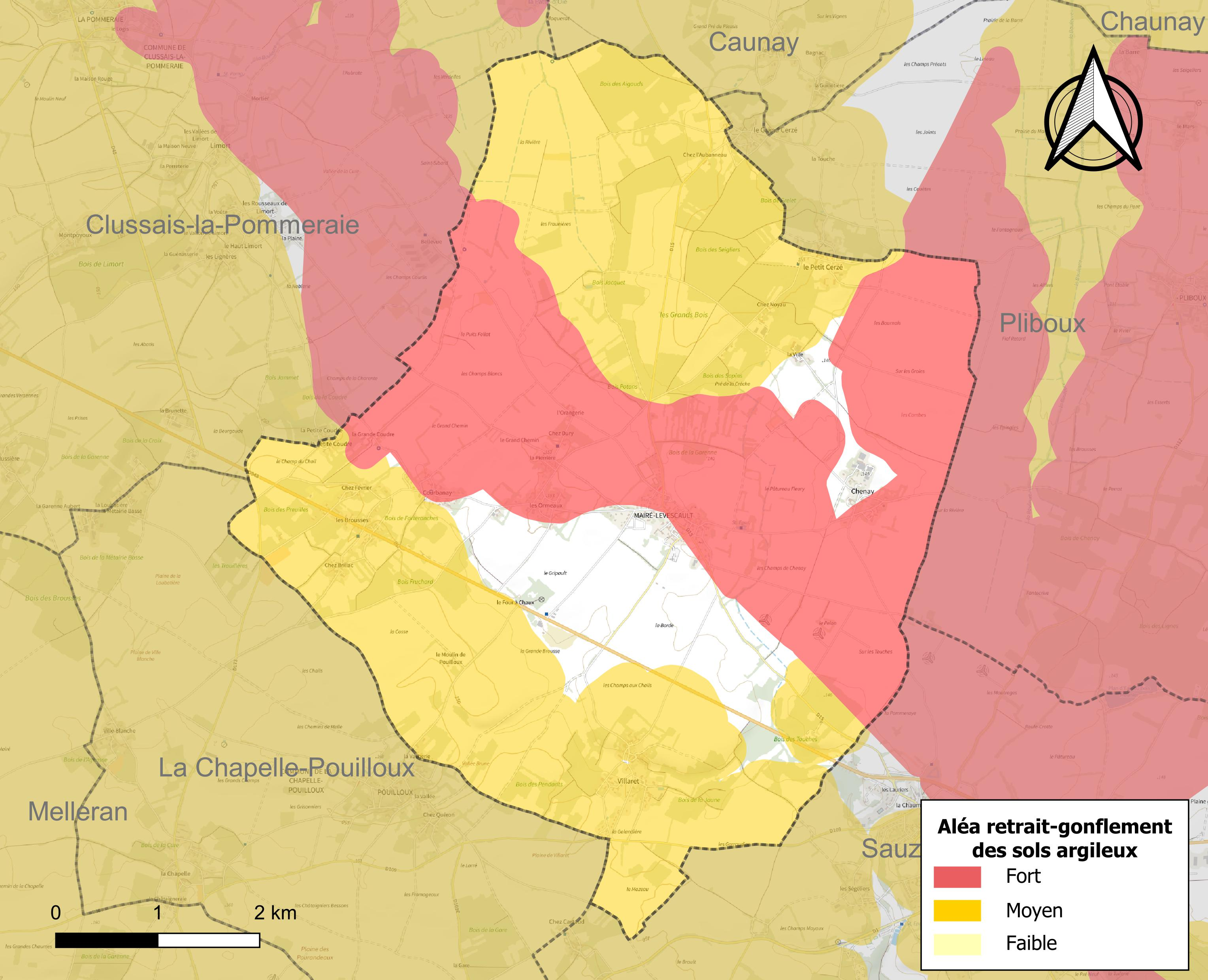
Carte des zones d'aléa retrait-gonflement des sols argileux de Mairé-Levescault.

Les mouvements de terrains susceptibles de se produire sur la commune sont des tassements différentiels. Le retrait-gonflement des sols argileux est susceptible d'engendrer des dommages importants aux bâtiments en cas d’alternance de périodes de sécheresse et de pluie. 87 % de la superficie communale est en aléa moyen ou fort (54,9 % au niveau départemental et 48,5 % au niveau national). Depuis le 1er octobre 2020, en application de la loi ELAN, différentes contraintes s'imposent aux vendeurs, maîtres d'ouvrages ou constructeurs de biens situés dans une zone classée en aléa moyen ou fort,.
La commune a été reconnue en état de catastrophe naturelle au titre des dommages causés par les inondations et coulées de boue survenues en 1982, 1999 et 2010, par la sécheresse en 2003 et 2016 et par des mouvements de terrain en 1999 et 2010.

## Toponymie
Les formes anciennes de Mairé sont : Sanctus Junianus abbas Mariacensis 838, in villa que vocatur Matriaco 969, apud Mariacum Episcopalem 1085, S. Juriani de Mairiaco 1118, Mayrec 1260, Mayriec 1276, Mayré, Mairé 1782.
Le nom de la commune est formé sur episcopia, appartenant à l'évêque.

## Histoire
En 559, Clotaire Ier, fils de Clovis, au cours d'un séjour à château de Javarzay, lieu fortifié qui lui appartenait, et où fonctionnait un de ses ateliers monétaires aurait donné à Junien des terres à Mairé, où il fonda une communauté monastique. La femme de Clotaire, qui devint sainte Radegonde, lui témoigna son amitié, Junien serait mort le même jour qu'elle, le 13 août 587, et il fut inhumé dans son monastère de Mairé, devenu l'Évescault parce que dépendant alors directement de l'évêque de Poitiers. Depuis, l'église fut placée sous le vocable de saint Junien du pays de Mairé ('Sanctus Junianus Mariacensis) comme attesté en 838 (cf. toponymie).
En 794, ce qui reste du monastère après les guerres de Pépin le Bref est rattaché à l'abbaye de Nouaillé. En 830, les reliques de Junien après avoir séjourné 250 ans à Mairé, quittèrent le village et furent transférées solennellement dans la crypte de l'église de l'abbaye de Saint-Junien de Nouaillé. Son sarcophage, décoré de trois aigles d'époque carolingienne, est aujourd'hui dans le chœur de 1690.
Une bulle du pape Gélase II en 1118 confirme la possession de l'église de Saint-Junien de Mairé (Mairiaco) par l'abbaye de Nouaillé.
A la Révolution l'église fut "pillée et dévastée". En 1814 elle fut vendue ainsi que les restes de l'abbaye, puis  démolie en 1830.
En 1839 une nouvelle église fut reconstruite dans une ancienne grange. Deux chapiteaux romans aux angles du mur de façade, ainsi que deux modillons dans le muret à gauche.

## Politique et administration
| Période    | Période  | Identité        | Étiquette   | Qualité |
| ---------- | -------- | --------------- | ----------- | --- |
| avant 1995 | ?        | Michel Guyton   | PS          | Professeur de lycée - Député (1985-1986) Conseiller général du canton de Sauzé-Vaussais (1973-1992)                          |
| mars 2001  | En cours | Dorick Barillot | PS puis DVG | conseiller général du canton de Sauzé-Vaussais (2004-2015) Conseiller départemental du nouveau canton de Melle (depuis 2015) |

## Démographie
À partir du XXIe siècle, les recensements réels des communes de moins de 10 000 habitants ont lieu tous les cinq ans. Pour Mairé-Levescault, cela correspond à 2007, 2012, 2017, etc. Les autres dates de « recensements » (2006, 2009, etc.) sont des estimations légales.
| 1793 | 1800 | 1806 | 1821  | 1831  | 1836  | 1841  | 1846  | 1851  |
| ---- | ---- | ---- | ----- | ----- | ----- | ----- | ----- | ----- |
| 946  | 996  | 970  | 1 026 | 1 208 | 1 298 | 1 244 | 1 336 | 1 263 |

| 1856  | 1861  | 1866  | 1872  | 1876  | 1881  | 1886  | 1891  | 1896 |
| ----- | ----- | ----- | ----- | ----- | ----- | ----- | ----- | ---- |
| 1 203 | 1 169 | 1 096 | 1 075 | 1 185 | 1 103 | 1 028 | 1 060 | 921  |

| 1901 | 1906 | 1911 | 1921 | 1926 | 1931 | 1936 | 1946 | 1954 |
| ---- | ---- | ---- | ---- | ---- | ---- | ---- | ---- | ---- |
| 898  | 865  | 879  | 783  | 776  | 730  | 697  | 673  | 606  |

| 1962 | 1968 | 1975 | 1982 | 1990 | 1999 | 2006 | 2007 | 2012 |
| ---- | ---- | ---- | ---- | ---- | ---- | ---- | ---- | ---- |
| 590  | 520  | 513  | 521  | 527  | 505  | 539  | 544  | 571  |

| 2017 | 2022 | - | - | - | - | - | - | - |
| ---- | ---- | - | - | - | - | - | - | - |
| 532  | 562  | - | - | - | - | - | - | - |

## Lieux et monuments
- Église Saint-Junien de Mairé-Levescault.

## Personnalités liées à la commune
- Saint Junien du Poitou († 587), ermite reclus, puis premier abbé du monastère de Mairé-Levescault, ami de la reine sainte Radegonde ; célébré le 13 août[31],[32].